# Étrigny
Étrigny és un municipi francès, situat al departament de Saona i Loira i a la regió de Borgonya - Franc Comtat. L'any 2007 tenia 436 habitants.

## Demografia

### Població
El 2007 la població de fet d'Étrigny era de 436 persones. Hi havia 172 famílies, de les quals 44 eren unipersonals (36 homes vivint sols i 8 dones vivint soles), 76 parelles sense fills, 48 parelles amb fills i 4 famílies monoparentals amb fills.
La població ha evolucionat segons el següent gràfic:
Habitants censats

### Habitatges
El 2007 hi havia 324 habitatges, 188 eren l'habitatge principal de la família, 110 eren segones residències i 26 estaven desocupats. 318 eren cases i 4 eren apartaments. Dels 188 habitatges principals, 148 estaven ocupats pels seus propietaris, 31 estaven llogats i ocupats pels llogaters i 9 estaven cedits a títol gratuït; 2 tenien una cambra, 9 en tenien dues, 34 en tenien tres, 46 en tenien quatre i 96 en tenien cinc o més. 139 habitatges disposaven pel capbaix d'una plaça de pàrquing. A 87 habitatges hi havia un automòbil i a 94 n'hi havia dos o més.

### Piràmide de població
La piràmide de població per edats i sexe el 2009 era:
| Homes | Edats   | Dones |
| ----- | ------- | ----- |
| 0     | 95 o +  | 0     |
| 0     | 90 a 94 | 0     |
| 4     | 85 a 89 | 0     |
| 4     | 80 a 84 | 8     |
| 16    | 75 a 79 | 12    |
| 12    | 70 a 74 | 28    |
| 0     | 65 a 69 | 8     |
| 4     | 60 a 64 | 12    |
| 8     | 55 a 59 | 4     |
| 16    | 50 a 54 | 12    |
| 28    | 45 a 49 | 24    |
| 12    | 40 a 44 | 16    |
| 4     | 35 a 39 | 8     |
| 8     | 30 a 34 | 16    |
| 8     | 25 a 29 | 8     |
| 8     | 20 a 24 | 4     |
| 16    | 15 a 19 | 12    |
| 20    | 10 a 14 | 8     |
| 16    | 5 a 9   | 16    |
| 4     | 0 a 4   | 4     |

## Economia
El 2007 la població en edat de treballar era de 285 persones, 211 eren actives i 74 eren inactives. De les 211 persones actives 183 estaven ocupades (98 homes i 85 dones) i 28 estaven aturades (12 homes i 16 dones). De les 74 persones inactives 30 estaven jubilades, 26 estaven estudiant i 18 estaven classificades com a «altres inactius».

### Ingressos
El 2009 a Étrigny hi havia 197 unitats fiscals que integraven 480 persones, la mediana anual d'ingressos fiscals per persona era de 18.141 €.

### Activitats econòmiques
Dels 23 establiments que hi havia el 2007, 1 era d'una empresa alimentària, 1 d'una empresa de fabricació d'altres productes industrials, 5 d'empreses de construcció, 2 d'empreses de comerç i reparació d'automòbils, 1 d'una empresa de transport, 2 d'empreses d'hostatgeria i restauració, 1 d'una empresa d'informació i comunicació, 8 d'empreses de serveis i 2 d'empreses classificades com a «altres activitats de serveis».
Dels 7 establiments de servei als particulars que hi havia el 2009, 1 era un taller de reparació d'automòbils i de material agrícola, 1 paleta, 1 guixaire pintor, 1 fusteria, 1 lampisteria i 2 empreses de construcció.
L'únic establiment comercial que hi havia el 2009 era una fleca.
L'any 2000 a Étrigny hi havia 19 explotacions agrícoles que ocupaven un total de 864 hectàrees.

## Equipaments sanitaris i escolars
El 2009 hi havia una escola maternal integrada dins d'un grup escolar amb les comunes properes formant una escola dispersa.

## Poblacions més properes
El següent diagrama mostra les poblacions més properes.